# Mali Jerebkî, Teofipol
Mali Jerebkî (în ucraineană Малі Жеребки) este un sat în comuna Mîhîrînți din raionul Teofipol, regiunea Hmelnîțkîi, Ucraina.

## Demografie
Componența lingvistică a localității Mali Jerebkî
     Ucraineană (100%)
Conform recensământului din 2001, toată populația localității Mali Jerebkî era vorbitoare de ucraineană (100%).